# Захаров, Алексей Иванович (лейтенант)
Алексей Иванович Захаров (1918, Мологский уезд — 17 декабря 1943, Невельский район, Калининская область) — участник Великой Отечественной войны, лейтенант. Герой Советского Союза (1944, посмертно).

## Биография
Родился в деревне Тимошкино Мологского уезда Ярославской губернии. Вскоре семья переехала в Рыбинск, где Алексей закончил неполную среднюю школу и работал на заводе полиграфических машин. В 1942 году Рыбинским горвоенкоматом А. И. Захаров был призван в армию. В этом же году окончил курсы младших лейтенантов при 21-й общевойсковой армии, которая за боевые отличия под Сталинградом в апреле 1943 года была преобразована в 6-ю гвардейскую армию.
Лейтенант А. И. Захаров командовал ротой в 196-м гвардейском стрелковом полку 67-й гвардейской стрелковой дивизии. Подразделение лейтенанта Захарова в составе полка участвовало в Курской битве, освобождало города Богодухов и Краснокутск. Без оперативной паузы войска приступили к освобождению правобережной Украины. 196-й полк прорывал оборону у Ахтырки и освобождал город Миргород.
В это время Ставка ВГК и Генеральный штаб Красной Армии готовили резервы, создавали новые объединения, чтобы выровнять фронт, начать освобождение Белоруссии, Ленинградской области и прибалтийских республик.
6-я гвардейская армия выводится в резерв Ставки ВГК, пополняется личным составом, техникой и боеприпасами. В октябре 1943 года армия вошла в состав Прибалтийского фронта, образованного на базе Брянского фронта, и заняла оборону северо-западнее город Невель Псковской области. Армия участвовала в разгроме невельской группировки противника.
Враг отходил на запад в витебско-полоцком направлении. Рота гвардии лейтенанта А. И. Захарова отличилась 17 декабря 1943 года недалеко от город Невель, подразделение двигалось впереди боевых порядков полка, первой ворвалось в траншеи противника и обеспечило проход танкам. Несмотря на сильный артиллерийский и миномётный огонь, рота Захарова ворвалась в село Щелкуниха, разгромила вражеский гарнизон численностью до 180 солдат и офицеров и заняла оборону. Немцы перешли в контратаку, лейтенант Захаров во встречном бою отбросил вражескую пехоту, захватил миномётную батарею, 7 станковых пулемётов и автомашину с боеприпасами. Рота лейтенанта Захарова отразила 7 контратак противника, позволила полку выполнить боевую задачу и выйти на указанный рубеж. В рукопашной схватке с гитлеровцами гвардии лейтенант А. И. Захаров из личного оружия убил 7 немцев и погиб смертью храбрых. Обо всем этом поведал наградной лист на лейтенанта А. И. Захарова, подписанный командиром 196-й гвардии стрелкового полка гвардии майором Шляциным.
Указом Президиума Верховного Совета СССР от 4 июня 1944 года за образцовое выполнение боевых заданий командования на фронте борьбы с немецко-фашистским захватчиками и проявленные при этом мужество и героизм гвардии лейтенанту Захарову Алексею Ивановичу присвоено звание Героя Советского Союза посмертно.
Герой Советского Союза гвардии лейтенант Захаров Алексей Иванович похоронен в братской могиле в селе Турки-Перевоз Невельского района Псковской области.

## Память
Именем Героя Советского Союза А. И. Захарова названы улицы в Рыбинске и Красноперекопском районе города Ярославля. В Рыбинске на улице его имени установлена мемориальная доска.

## Награды
Награждён орденами Ленина, Красной Звезды, медалями.

## Комментарии
1. ↑  Деревня Тимошкино Леонтьевской волости, при речке Чеснаве[1], насчитывавшая 38 дворов (209 жителей) в 1886 году, находилась примерно в 30 верстах к северо-западу от Мологи[2]. Деревня утрачена в связи с созданием Рыбинского водохранилища, ныне территория относится к Брейтовскому району Ярославской области.